# متحف الطعام

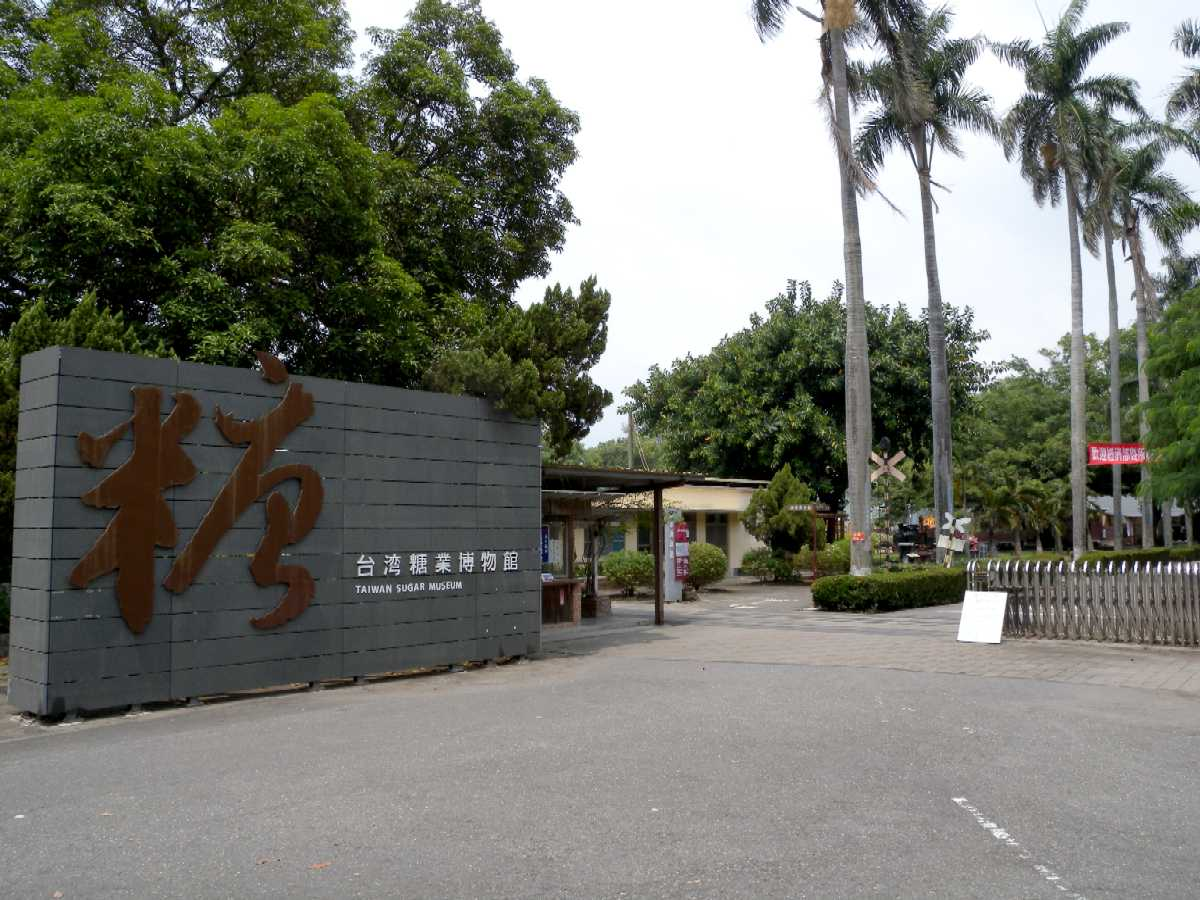
متحف السكر في تايوان

تختصمتاحف الطعام بعرض مواضيع تتعلق بالطعام وتحضيره ومكوناته، كما توجد متاحف تركّز بشكل خاص على مكّون طعام واحد أو نبات واحد، كمتحف الزعفران (سافرون) في بوين وفرنسا.
يمكن لهذه المتاحف الكشف عن أطعمة مصنعة من نبات، فمثلا متحف الخبز في أولم في ألمانيا؛ أو عن منتج طعام مصنّع كمتحف المسطردة القومي في ويسكونسين، أو عرض فن الطعام في المزارع التاريخية في كاليفورنيا أو ما يسمّى (California's Copia) على سبيل المثال المزارع التاريخية الحية في ولاية أيوا. في بعض الحالات تركز المتاحف على ما يأكل العالم وكيفية ذلك. على سبيل المثال متحف أغروبولس الذي يقع في مونبلييه بفرنسا يعرض الأغذية التي تصنّعها شركة نستله في سويسرا. أما متحف رامين في اليابان فهو متحف طعام مبتكر في شكل ممرات يعرض منتجات مطاعم المعكرونة والنوديلز المعروف باسم الرامين.

## وصلات خارجية
- فهرس متاحف ومعارض الطعام والشراب نسخة محفوظة 25 أغسطس 2015 على موقع واي باك مشين.
- متحف نيويورك للطعام، نيويورك، الولايات المتحدة
- متحف الطعام والشراب الجنوبي، نيوأورلينز، الولايات المتحدة
- متاحف عن الطعام والأكل
- كل شيء عن تاريخ الطبخ وتحضير الطعام، براغ، جمهورية التشيك